# Distintivo H
El Programa “H” es un elemento estratégico de la Secretaría de Turismo que incide directamente en la promoción turística de México ante el mundo. La calidad de los servicios también considera la calidad de los alimentos, incluyendo la inocuidad de los mismos....
El Programa “H” tiene como propósitos fundamentales:
1. Disminuir la incidencia de enfermedades transmitidas por los alimentos (ETA) en los turistas nacionales y extranjeros.
2. Mejorar la imagen internacional de México en materia de prevención y control de las ETA.

Para cumplir con estos propósitos, la Secretaría de Turismo con el apoyo de especialistas en la materia así como de organismos normalizadores, diseño Las condiciones técnicas del manejo higiénico de los alimentos, contenidos en la norma mexicana NMX-F605-NORMEX-2000. ALIMENTOS – MANEJO HIGIÉNICO EN EL SERVICIO DE ALIMENTOS PREPARADOS PARA LA OBTENCIÓN DEL DISTINTIVO “H”, teniendo a la fecha la versión 2018 .
Los establecimientos que cumplen con los estándares de higiene del programa, obtienen el Distintivo “H”.
Es un programa voluntario y 100 % preventivo lo cual indica que una vez obtenido el reconocimiento, en el establecimiento siempre se deben mantener los controles para garantizar en todo momento un correcto manejo de alimentos.
Para la obtención del Distintivo, los establecimientos deben ser evaluados por una Unidad de Verificación Acreditada y Aprobada, la cual evalúa el cumplimiento de standares de la Secretaría de Turismo; entre los cuales se pueden mencionar:
- Proceso de capacitación e implementación realizado por un consultor con registro vigente
- cumplimiento de la norma de referencia, haciendo uso para ello de la lista de verificación[1] la cual está dividida en 125 Puntos No Críticos los cuales se deberá cumplir con al menos un 80% y 26 Puntos Críticos los cuales se deben cumplir en un 100%.

Las áreas que contempla la norma son las siguientes:
- Recepción de alimentos
- Almacenamiento
- Manejo de sustancias químicas
- Refrigeración (cámaras y equipos)
- Congelación (cámaras y equipos)
- Área de cocina
- Preparación de alimentos
- Área de servicio
- Agua y hielo
- Servicios sanitarios para empleados
- Manejo de basura
- Control de plagas
- Personal
- Bar

El distintivo tiene un costo total aproximado por negocio de $30,000 mil pesos. 
Cabe señalar que este distintivo no sustituye al ISO y que no tiene ninguna validez ni reconocimiento fuera de las fronteras de México.

## Establecimientos con Distintivo H enMéxico
En la actualidad, pese a que el programa fue desarrollado con una orientación al turismo, otro tipo de establecimientos han reconocido en el Distintivo "H" un aliado, por ejemplo los Comedores Industriales, las Guarderías, Las cafeterías de Hospitales, Clubs deportivos, tiendas de autoservicio, etc.

## Historia
El programa de Distintivo H, surge en 1988 e inicia sus actividades operativas en 1990.
El 21 de mayo del 2001, el Programa “H” se publica en el Diario Oficial de la Federación como norma mexicana NMX-F-605- NORMEX-2000. ALIMENTOS – MANEJO HIGIENICO EN EL SERVICIO DE ALIMENTOS PREPARADOS PARA LA OBTENCIÓN DEL DISTINTIVO “H”, con las ventajas de que maneje su carácter voluntario, y establece un marco jurídico con criterios uniformes para su implantación y verificación.

En agosto de 2004 concluye la revisión de la norma; por lo que se tiene la norma como NMX-F-605-NORMEX-2004, encontrando en el Diario Oficial de la Federación la declaratoria de vigencia del 12 de diciembre del 2004.
- A la fecha 2012 esta pendiente la revisión.

- A la fecha[(2016)] el distintivo H ha sufrido una modificación quedando como oficial la norma: NMX-F-605-NORMEX-2018 que cancela a la anterior NMX-F-605-NORMEX-2004. Entrando en vigor 90 días después de su publicación el 2 de mayo de 2016

## Información adicional
- SECRETARÍA DE TURISMO MÉXICO
- Listado de Consultores
- Unidades de Verificación  Archivado el 25 de agosto de 2011 en Wayback Machine.
- Manuales Disponibles